# Raleigh Hotel
Raleigh Hotel fue un edificio histórico de oficinas de gran altura y luego un hotel ubicado en Washington D. C., Estados Unidos, en la Avenida Pensilvania.

## Historia
Su solar, en la esquina noreste de la calle 12 NW y la Avenida Pensilvania, fue ocupado originalmente por el Fountain Inn, erigido en 1815 después del incendio de Washington. Esta estructura fue demolida y en 1847 se inauguró el Hotel Fuller de cuatro pisos. Rebautizada como Kirkwood House, fue la residencia del vicepresidente Andrew Johnson, que aquí prestó juramento como presidente de los Estados Unidos en abril de 1865 después del asesinato del presidente Abraham Lincoln.
Kirkwood House fue demolido en 1875 y reemplazada por Shepherd Centennial Building, un edificio de oficinas de siete pisos al estilo del Segundo Imperio (se inauguró en 1876). Los pisos superiores fueron alquilados por la Oficina de Pensiones de 1876 a 1885, ya que aparentemente tuvieron que usar varios edificios de oficinas privadas hasta que su nuevo edificio, el edificio de la Oficina de Pensiones, estuvo listo. La planta baja en la Avenida Pennsylvania. lado fue alquilado por los grandes almacenes Palais Royal desde 1877 hasta 1893.
El Shepherd Centennial Building fue convertido en hotel en 1893 por el arquitecto Leon E. Dessez y rebautizado como Raleigh Hotel. El Raleigh Hotel fue demolido en 1911 y reconstruido por el arquitecto Henry Janeway Hardenbergh como un hotel Beaux Arts de 13 pisos con un exterior de ladrillo rústico, piedra caliza blanca y terracota. El Congreso cambió el límite de altura para los edificios en la Avenida Pensilvania NW de 40 m a 49 m en 1910 para albergar el Hotel Raleigh. En 1936, hubo una importante renovación interior. Curt Schliffeler lo dirigió desde 1936 hasta 1954. En 1964 fue demolido.
En su sitio se levanta actualmente el 1111 Avenida Pensilvania.